# تی تری
تی تری (به انگلیسی: Ti Tree) شهرکی واقع در ایالت قلمرو شمالی در استرالیاست. این شهرک در ۱۳۰۵ کیلومتری (۸۱۱ مایلی) جنوب شرق داروین و ۱۹۵ کیلومتری (۱۲۱ مایلی) شمال آلیس اسپرینگز قرار دارد.